# Naomichi Marufuji
Naomichi Marufuji (jap. 丸藤 正道, Marufuji Naomichi; * 26. September 1979 in Fukiage, Kitaadachi-gun (heute: Kōnosu), Präfektur Saitama) ist ein japanischer Wrestler. Er tritt derzeit regelmäßig bei Pro Wrestling NOAH auf. Einer seiner bisher größten Erfolge war der Erhalt der GHC Heavyweight Championship.
Nach dem Tod des NOAH-Gründers und -Präsidenten Mitsuharu Misawa im Juli 2009 wurde Marufuji Vizepräsident von Pro Wrestling NOAH.

## Karriere
All Japan Pro Wrestling
Marufuji trainierte im AJPW Dojo (die Wrestlingschule von All Japan Pro Wrestling) unter Mitsuharu Misawa. Am 28. August 1998 debütierte Marufuji bei All Japan Pro Wrestling (AJPW).
Pro Wrestling NOAH/Independent
Nach dem Tod von Shōhei Baba (dem Gründer von AJPW) im Januar 1999, kam es im Mai 2000 zu einem Streit zwischen einigen Wrestlern und der Witwe Babas, Motoko Baba. Diese kritisierte öffentlich einige Wrestler und sprach ihr Misstrauen gegenüber Wrestlern, die Positionen in der Geschäftsführung bekleideten, aus. Im Juni 2000 verließen Marufuji und 24 andere Wrestler All Japan Pro Wrestling und gründeten, unter „Führung“ von Mitsuharu Misawa, ihre eigene Promotion: Pro Wrestling NOAH.
Bei Pro Wrestling NOAH schloss Marufuji sich dem Stable WAVE (bestehend aus Mitsuharu Misawa, Yoshinari Ogawa, Daisuke Ikeda, Takuma Sano und Kotaro Suzuki) an. Gemeinsam mit Tamon Honda gewann Marufuji am 22. Oktober 2000 die WEW Tag Team Championship. Mit WAVE bestritt Marufuji eine Fehde gegen das Stable Burning.
Am 9. Dezember 2001 gewann Marufuji die GHC Junior Heavyweight Championship. Den Titel gab er am 7. April 2002 an Makoto Hashi ab. In diesem Match verletzte sich Marufuji am Knie und legte eine Pause ein. Am 10. Januar 2003 kehrte er zurück.
Im Juli 2003 bildete Marufuji mit Kenta ein Tag Team. Mit Kenta gewann er am 16. Juli 2003 die vakante GHC Junior Heavyweight Tag Team Championship. Am 16. Oktober 2004 gewann Marufuji die GHC Hardcore Openweight Championship von Jun Akiyama. Den Titel gab er am 5. März 2005 an Mohammed Yone ab. Nach 690 Tagen gaben Marufuji und Kenta, am 5. Juni 2005, die GHC Junior Heavyweight Tag Team Championship an Takashi Sugiura und Yoshinobu Kanemaru ab. Am 18. Juni 2005 gewann Marufuji mit Minoru Suzuki die GHC Tag Team Championship. Am 19. Juni 2005 trat Marufuji in Deutschland bei Westside Xtreme Wrestling (wXw) auf. Im Dezember 2005 trat er bei Ring of Honor (ROH) auf. Bei ROH trat er bis ins Jahr 2008 mehrfach auf.
Am 9. September 2006 gewann Marufuji die GHC Heavyweight Championship von Jun Akiyama. Den Titel gab er im Dezember 2006 an Mitsuharu Misawa ab.

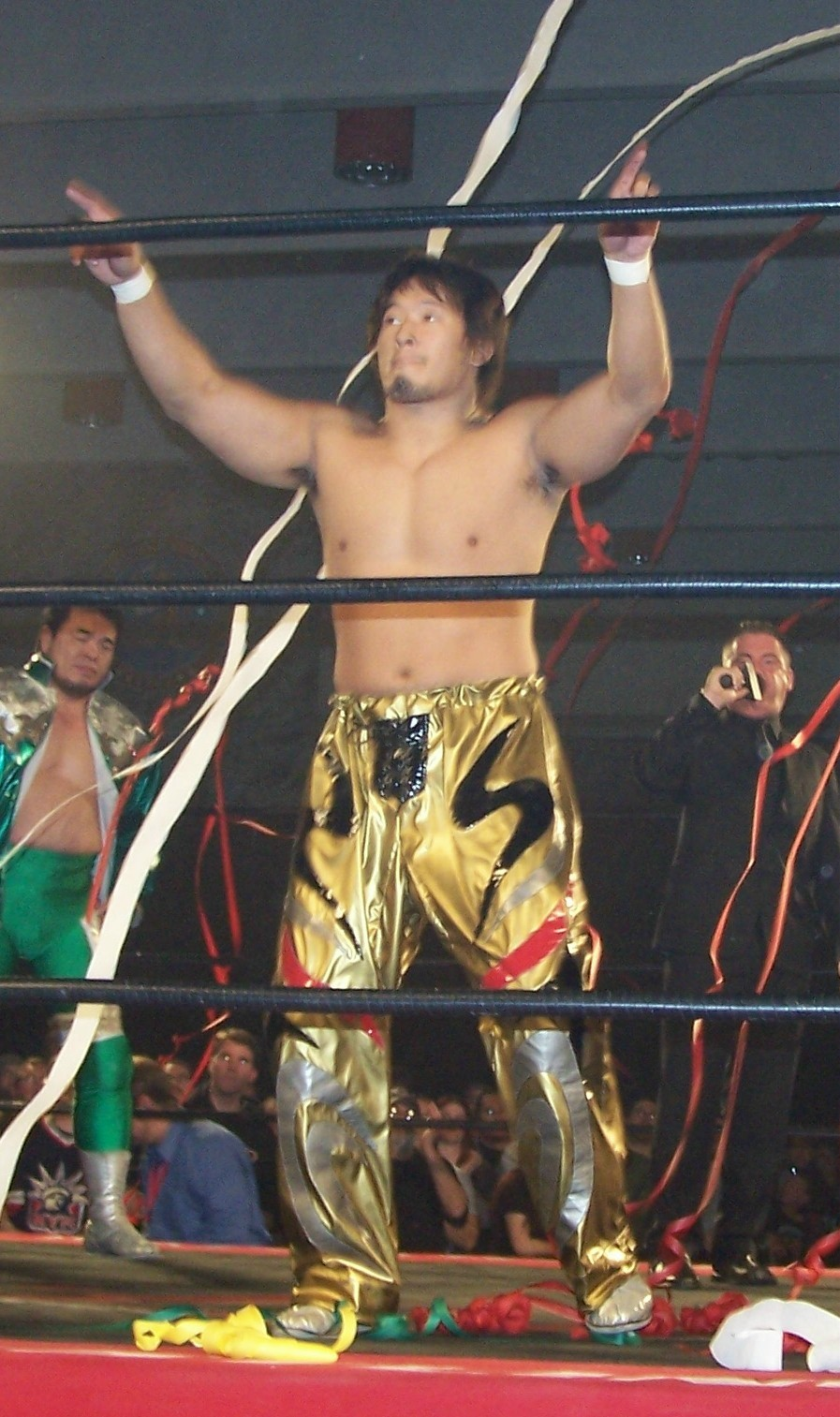
Naomichi Marufuji, 2007

Im März 2008 nahm Marufuji am 16 Carat Gold Tournament bei Westside Xtreme Wrestling teil. Am 28. September 2008 gewann er bei All Japan Pro Wrestling die AJPW World Junior Heavyweight Championship von Ryuji Hijikata. Den Titel gab er am 6. Februar 2009 an Kaz Hayashi ab. Im März 2009 verletzte Marufuji sich und legte eine Pause ein.
Im Dezember 2009 entschied Marufuji den Super J Cup 2009 bei New Japan Pro-Wrestling für sich. Durch den Turniersieg wurde er Hauptherausforderer auf den IWGP Junior Heavyweight Titel. Den Titel gewann er am 4. Januar 2010 von Tiger Mask, damit gelang es ihm, als erster Wrestler alle drei wichtigen Junior Heavyweight Championships zu gewinnen. Marufuji gab den Titel am 19. Juni 2010 an Prince Devitt ab. Am 24. Dezember 2010 gewann Marufuji mit Atsushi Aoki die GHC Junior Heavyweight Tag Team Championship. Im April 2011 verletzte Marufuji sich am Rücken und der Titel wurde für vakant erklärt. Im November 2011 kehrte Marufuji zurück.
Im April 2012 bildete man das Stable BRAVE (bestehend aus Marufuji, Takeshi Morishima, Takashi Sugiura, Mohammed Yone, Taiji Ishimori und Ricky Marvin). Mit Mohammed Yone gewann Marufuji die Global Tag League 2012 und mit Takashi Sugiura zum zweiten Mal die GHC Tag Team Championship, was seine dritte Regentschaft mit diesem Titel darstellt.

## Erfolge

### Titel
- All Japan Pro Wrestling

- 1× AJPW World Junior Heavyweight Champion

- New Japan Pro-Wrestling

- 1× IWGP Junior Heavyweight Champion

- Pro Wrestling NOAH

- 1× GHC Heavyweight Champion
- 1× GHC Junior Heavyweight Champion
- 3× GHC Tag Team Champion 1× mit Minoru Suzuki und 2× Takashi Sugiura
- 2× GHC Junior Heavyweight Tag Team Champion je 1× mit Kenta und Atsushi Aoki
- 1× GHC Hardcore Openweight Champion
- 1× WEW Tag Team Champion mit Tamon Honda

### Auszeichnungen
- Wrestling Observer
  - Tag Team of the Year (2003 & 2004) mit Kenta

- Tokyo Sports Awards
  - Rookie of the Year (1999)
  - Best Tag Team Prize (2003)
  - Performance Award (2006)